# Corpúsculo de Barr
Los Corpúsculos o cuerpos de Barr, también llamados cromatina sexual X, son una masa de heterocromatina, plana y convexa, con un tamaño de 0,7x1,2 micras (μm), que se encuentran en el núcleo de las células somáticas  de las hembras de algunos animales. Se forman por la condensación de la cromatina sexual de uno de los cromosomas X, que se inactiva debido al proceso llamado lyonización en animales donde el sexo se determina con la presencia o ausencia del cromosoma Y.
Fueron descubiertos por el canadiense Murray Barr y Ewart George Bertram  en 1949, quienes demostraron que es posible determinar genéticamente el sexo de un individuo dependiendo de que exista o no esta masa de cromatina en la superficie interna de la membrana nuclear (cromatina sexual).
El estudio de la cromatina sexual, en especial de células de la mucosa oral, nos permite identificar la presencia del cromosoma X en recién nacidos con genitales externos no definidos para obtener el diagnóstico de sexo en un individuo con Desórdenes del desarrollo sexual.

## Mecanismo de formación
De acuerdo con la hipótesis de Lyon (propuesta por Mary Lyon en 1966), uno de los dos cromosomas X en cada célula somática femenina es genéticamente inactivo. El corpúsculo de Barr representa el cromosoma X inactivo. Determinó 4 principios para la cromatina sexual:
1. la cromatina sexual es genéticamente inactiva,
2. la inactivación ocurre al azar,
3. la inactivación puede ser en el cromosoma paterno o materno.
4. la inactivación ocurre en el día 16 del periodo embrionario.

El número de masas de Barr se determina por la fórmula B = X – (P/2), donde P simboliza la ploidía de la célula.
Así pues, el número de cuerpos de Barr que se observan en una célula somática normal femenina humana será B = X – (1). Una célula humana femenina normal tiene un único Cuerpo de Barr por célula.
La inactivación del cromosoma X de los mamíferos se inicia desde una zona cerca al centrómero. Esta zona contiene doce genes, de los cuales siete codifican para proteínas, cinco para RNAs que no serán traducidos (solo se conocen el papel de dos de ellos en la inactivación del cromosoma). Esta zona parece ser también indispensable en la toma de decisión, es decir, asegura que la inactivación del cromosoma solo ocurre cuando existen dos o más cromosomas X en la célula. Se piensa que el mecanismo de elección se basa en la acción antagonista de los dos ARNs que no serán traducidos que se encuentran codificados en la zona cercana al centrómero.
Para lograr la condensación del cromosoma se requieren modificación de histonas (H3 metilaciones), ubiquitinaciones de histonas H2A, así como modificaciones directas del ADN, mediadas por las metilaciones de las zonas CpG. Todas estas modificaciones ayudan a la inactivación de la expresión de los genes del cromosoma X, de forma que se consigue su condensación y compactación hasta lograr el Cuerpo de Barr.

## Estructura de los cromosomas X en la cromatina
Estudios Dip-C, basados en los estudios de la conformación de los cromosomas afirman que el cromosoma X inactivo tiende a exhibir con conformación compacta, mientras que el cromosoma X activo suele presentarse de forma expandida. 
En relación con la compartimentación de los cromosomas en la estructura de la cromatina, el cromosoma X activo se presenta tanto en regiones de eucromatina como heterocromatina (como ocurre de forma natural en el cromosoma X de los machos) mientras que la compartimentación del cromosoma X inactivo es más homogénea. Además, estos estudios muestran la formación de múltiples superloops en el cromosoma X inactivo.